# Rue Émélie
La rue Émélie est une voie du 19e arrondissement de Paris, en France.

## Situation et accès
La rue Émélie est une voie publique située dans le 19e arrondissement de Paris. Elle débute au 164, rue de Crimée et se termine au 1, rue de Joinville.

## Origine du nom
La rue tire son nom d'Émélie, prénom de la femme de M. Dupuy, propriétaire local.

## Historique
Ouverte sur une longueur de 30 mètres environ à partir de la rue de Joinville, elle prend le nom provisoire de « voie AK/19 ». Le surplus était précédemment dénommé « impasse Émélie ».
La totalité de la voie devient une rue et prend sa dénomination actuelle par un arrêté municipal du 12 décembre 1994.